# Nesophiloscia culebroides
Nesophiloscia culebroides är en kräftdjursart som först beskrevs av Van Name 1936.  Nesophiloscia culebroides ingår i släktet Nesophiloscia och familjen Philosciidae. Inga underarter finns listade i Catalogue of Life.